# Clark Ross
Clark Winslow Ross (* 27. März 1957 in Maracaibo) ist ein kanadischer Komponist, Gitarrist und Musikpädagoge.
Ross wuchs in Venezuela, Peru, den USA und Belgien auf, bevor er siebzehnjährig nach Toronto kam, um Musik an der University of Toronto und am Royal Conservatory of Music zu studieren. Seine Kompositionslehrer waren Samuel Dolin, John Beckwith, Ka Nin Chan und Gustav Ciamaga. Er unterrichtete von 1987 bis 1990 am Royal Conservatory, danach an McMaster University. Seit 1992 unterrichtet er Komposition, Kontrapunkt, Harmonielehre, Musikanalyse, elektronische Musik und Gitarre an der Memorial University of Newfoundland.
Als Komponist erhielt Ross Young Composer’s Awards des Winnipeg Symphony Orchestra und des Hamilton Philharmonic Orchestra und Kompositionsaufträge u. a. der CBC, des Newfoundland Arts Council und des Labrador Arts Council sowie des Canada Council. 1999 erhielt er den President’s Award for Outstanding Research der Memorial University. Er war 2003 Composer in Residence der Waterford New Music Week in Irland und 2007 Gastkomponist des Wheaton College in Illinois. 2011 wurde er für Last Dance für den Juno Award als Klassischer Komponist des Jahres nominiert. Aufnahmen seiner Kompositionen wurden u. a. von den Gitarristen Daniel Bolshoy und Sylvie Proulx, der Pianistin Kristina Szutor und dem Cellisten Vernon Regehr eingespielt. Als Gitarrist tritt Ross mit eigenen Kompositionen und Werken  zeitgenössischer Komponisten auf. Er ist mit der Religionswissenschaftlerin Jennifer Porter verheiratet.

## Werke
- Eleven Short Piano Pieces, 1980–98
- McGillicuddy’s Rant – Theme and 10 Variations, für Gitarre, 1980–2003
- Dialogues for Two Guitars, 1986
- Four Pieces für Flöte, Klarinette und Fagott, 1986 (oder Violine, Viola und Cello, 1987)
- Genesis: Chapters One to Three für Klarinette, Viola und Klavier, 1987
- Dialogues for Ten Players, 1988
- Canciones sobre el amor y la muerte für Sopran und Streichquartett (Text von Federico García Lorca), 1988–96
- Over Heard für Tonband, 1989
- Space, Earth, Water, Wind für Tonband, 1989
- Late-Night Music für Trompete, Kontrabass oder Bassgitarre, Klavier und Schlagzeug, 1990
- Study für Gitarre, 1990,
- Passage 1 für Orchester, 1991
- Passage 2 für Orchester, 1992
- Passage 3, für Orchester, 1992
- Three Lorca Sketches für Orchester, 1995
- Night Music 2 für Flöte, Bassklarinette, Trompete, Bassposaune, Klavier und drei Perkussionisten, 1993
- Ripples für Klarinette und Elektronik, 1993
- Singing für gemischten Chor, 1993
- Duck Soup für Bassposaune und Klavier, 1994
- Interlude für Streichorchester, 1995
- Cool Stream für Klavier und Perkussion, 1996
- Steppin’ Out für Violine, Cello und Klavier, 1996
- Psalms of Despair für Sopran, Klarinette und Klavier, 1996
- Three Pieces für Violine und Klavier, 1997
- Fanfare for a New-Found Land für Orchester, 1997
- Wanderlust für Viola und zwei Perkussionisten, 1998
- Song of Songs für Sopran, Violine, Cello und Perkussion, 1998
- Memory Quilt für Flöte und Klavier, 1999
- The Misty Mall of Avalon für Blasorchester, 1999
- Last Dance für Klavier, 1999
- Urban Dance Music für Altsaxophon und CD, 2000–03
- Andrew Jacob’s Ragtime Blues für Gitarre, 2001
- Concerto für Viola und Orchester, 2002
- Lamentations für Cello, 2002
- Saturday Night in Olde St. John’s für zwei Perkussionisten, 2003
- Jennifer’s Tune für Kontrabass oder Bassgitarre, Klavier und Schlagzeug ad libitum, 2005
- I sleep and my soul awakens für Gitarre und Streichquartett, 2005
- Three 9/11 Songs für hohe Stimme und Klavier, 2005